# Cephalocassis jatia
Cephalocassis jatia is een  straalvinnige vissensoort uit de familie van christusvissen (Ariidae). De wetenschappelijke naam van de soort werd in 1822 gepubliceerd door Francis Buchanan-Hamilton.